# Xibeca
Xibeca o Xibeca-Damm es una marca de cerveza española producida en Barcelona (y en Mallorca para el consumo insular) por la sociedad anónima Damm vendida mayoritariamente en el mercado interior.
Es una cerveza lager de tipo Pilsen de color pálido de baja graduación alcohólica (4,6°), generalmente vendida como una cerveza de bajo coste en botellas grandes de un litro. Xibeca fue ideada como sustituto del vino tinto de mesa para las comidas de finales de los años 1960, cuando el precio del vino de mesa subió sensiblemente. Fue muy popular entre la clase media-baja de Cataluña durante la década de 1970. El fabricante recomienda servirla con una temperatura de entre 5 y 7 grados.

## Nombre
El nombre de esta cerveza, fabricada por primera vez en el año 1968[cita requerida], proviene del nombre con que se conocía popularmente el formato de litro en Cataluña: xibeca.

## Historia

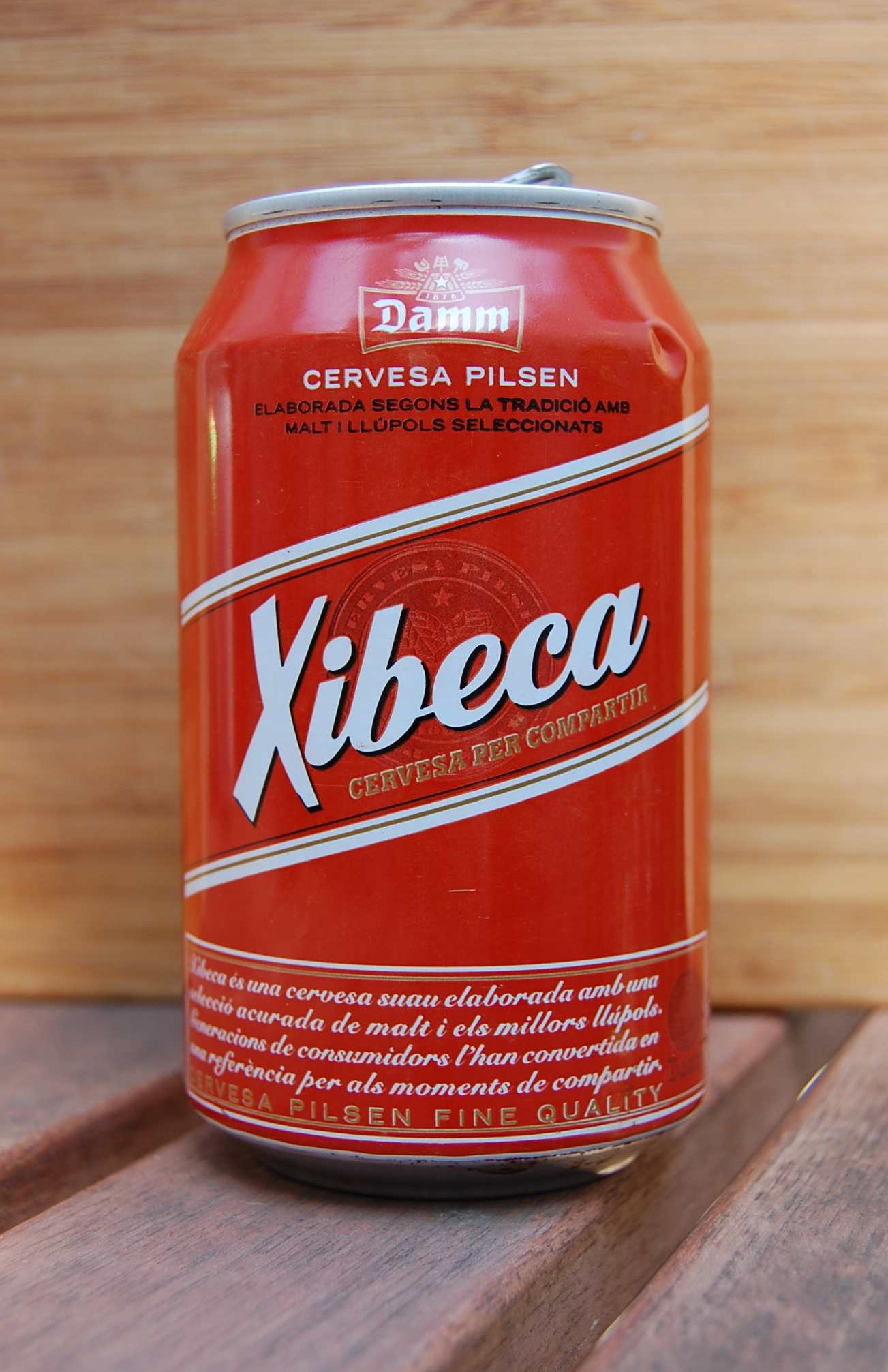
Lata de cerveza Xibeca.

La marca data del 8 de julio de 1931, así lo demuestra el primer documento oficial dónde aparece, una carta en la que se especifican diferentes tipos de cerveza de Sociedad Anónima Damm, y entre ellas figura la botella grande, llamada «Xibeca». Xibeca en catalán significa 'lechuza', y toma este nombre de una leyenda fundamentada en el origen y creación de la marca.
En los años 1970 Xibeca alcanzó su máxima popularidad, convirtiéndose en la cerveza perfecta para compartir gracias al envase de litro. Dicha popularidad se reforzó con las distintas promociones de la marca, que obsequiaba a las familias con álbumes de cromos sobre temas populares de la época, como la conquista del espacio o personajes tan reconocidos como Cruyff. Además, como se sigue haciendo en la actualidad, Damm regalaba a sus distribuidores calendarios de la marca, donde Xibeca siempre tenía su presencia.
Actualmente (2011), la cerveza Xibeca es la líder en el mercado de las cervezas de litro en Cataluña, con un 52,6 % del volumen de las ventas.[cita requerida]